# Pomme d'Api (magazine)
Pour les articles homonymes, voir Pomme d'api.
Pomme d'Api est un magazine pour enfants de 3 à 7 ans, édité par le groupe français Bayard Presse depuis 1966. Ce titre marque la naissance de la presse jeunesse contemporaine.
C'est dans les pages de Pomme d'Api que sont apparues les premières aventures de Petit Ours Brun, Mimi Cracra et SamSam. En plus des héros d'aventure, on trouve dans Pomme d'Api des histoires à lire, des jeux  et des articles documentaires sur le monde et les sciences.
« Pomme d’Api, c’est bon d’être un enfant » est la devise du magazine.

## Histoire du magazine
Pomme d’Api est né en 1966. Il est le résultat d’une réflexion entre Yves Beccaria, chargé de développer les publications et d’en
créer de nouvelles chez Bayard, et Anne-Marie Lanternier (devenue par la suite Anne-Marie de Besombes), jeune journaliste pour Panorama. Tous deux souhaitent développer un journal destiné aux enfants. Après avoir étudié les journaux italiens pour enfant, écouté les conseils de Paul Faucher (créateur des albums du Père Castor) et travaillé avec des orthophonistes (la fille de Yves Beccaria étant sourde, c’est un milieu qu’il connaît bien), ils élaborent le projet de Pomme d’Api en s'inspirant de l'édition jeunesse. D’emblée, il est décidé que Pomme d’Api sera un bon mélange de textes et d'images. La qualité graphique et visuelle est un élément phare du magazine dès ses débuts. L’équipe fait attention aux couleurs et à la qualité du papier. Elle travaille avec en tête cette devise qui est "un journal pour les petits n'est pas un petit journal".
Pour le premier numéro qui sort en 1966, l’équipe est composée de Jeanne Faure (rédactrice en chef), Anne-Marie de Besombes (rédactrice), Jean-Claude Cardon (secrétaire de rédaction) et Ghislaine Lauret-Desrue (secrétaire). Il n’y a pas encore de maquettiste, mais cette fonction sera rapidement indispensable au journal. Le premier numéro est vendu à 40 000 exemplaires.
Pomme d’Api continue de se développer depuis 50 ans. Il existe aussi dans 10 pays à l’étranger, tels que l’Espagne, la Pologne, la Belgique, le Japon…

## Les héros
Les premiers héros du magazine sont David et Marion (du n°1 au 218). Le magazine raconte des anecdotes sur le quotidien des deux enfants auxquels les lecteurs peuvent s'identifier. Ils vont être rejoint par Petit Ours Brun en 1975 qui connaît immédiatement un gros succès et qui continue d’être un des héros préférés des enfants. Mimi Cracra arrive dans les pages du magazine en 1976, suivie de Ti-Michou et Gros Cachou en 1984, puis Lucas Ramel, illustré par Maurice Rosy. La famille Choupignon prend la relève en 1996. Le super-héros SamSam est également apparu dans les pages de Pomme d’Api. Adélidélo et la Famille Noé viennent compléter cette liste de héros dans les années 2010.

## Les rubriques
- « Sacré Léonard »
- « Dis, Pomme d'Api »: une rubrique qui répond à toutes les questions qu'un enfant se pose
- « La grande histoire »
- « Surprise »
- « Des jeux »
- « Une histoire Petit Ours Brun »
- « Cherche et trouve »
- « Les Toutoumiaou »
- « Les Kiskache »
- « Adélidelo »
- « Une histoire SamSam »
- « Pom'Devinettes »

Chaque magazine est accompagné d’un petit livret destiné aux parents. Il traite de questions d'éducation très variées : les enfants et les écrans, l'éducation bienveillante, la rentrée scolaire, les émotions des petits enfants, la propreté... 

## L'équipe
La directrice éditoriale est Delphine Saulière d'Izarny et la rédactrice en chef est Gwénaëlle Boulet qui a succédé à Anne Ricou. La directrice artistique est Marianne Vilcoq. Le secrétaire générale de rédaction est Jean-Bernard Nussbaumer. Il y a plusieurs chefs de rubrique : Pascale d’Ippolito, Marie-Pascale Nicolas-Cocagne, Mariane Olivier. Marie-Pierre Berrubé est la première rédactrice graphique. Evelyne Le Grall est l’assistante de rédaction. Le directeur de la publication est François Morinière.
De nombreux auteurs et illustrateurs travaillent pour Pomme d'Api dont Marie Aubinais et Danièle Bour, auteures de Petit Ours Brun, Serge Bloch auteur de SamSam, Anne Wilsdorf auteure de la Famille Noé, Dorothée de Monfreid, auteure des P'tits Philosophes. 
Des illustrateurs internationaux ont collaboré aux publications, comme la dessinatrice Carme Solé i Vendrell.

## Les magazines Bayard
Il existe d'autres magazines pour les enfants chez Bayard Jeunesse : Popi, Astrapi, Okapi, Phosphore, Youpi Doc, Images Doc, Belles Histoires…